# Vimodrone (metropolitana di Milano)
Vimodrone è una stazione della linea M2 della metropolitana di Milano, a servizio del comune di Vimodrone, nell'immediato hinterland milanese.

## Storia
La stazione di Vimodrone venne inaugurata il 5 maggio 1972, come parte della tratta Milano-Gorgonzola delle linee celeri dell'Adda. La linea fu inizialmente servita dai tram per Vaprio e per Cassano.
A partire dal 4 dicembre 1972, con l'inglobamento della Milano-Gorgonzola nella M2, la stazione iniziò a essere servita dai treni di codesta linea, prolungati dal vecchio capolinea di Cascina Gobba al nuovo di Gorgonzola.

## Strutture e impianti
La stazione dispone di due binari serviti da due banchine laterali coperte da pensiline. Il fabbricato viaggiatori, contenente tutti i servizi della stazione, è posto in posizione soprelevata a cavallo dei binari, all'estremità occidentale delle banchine.
Nell'attraversamento di Vimodrone i binari corrono in una trincea lunga 802 metri, ricavata nell'antico alveo del Naviglio Martesana, che fu deviato circa 200 metri più a nord in un nuovo alveo.

## Movimento
La stazione è servita dai treni diretti ai due capilinea della metropolitana, tuttavia sono di più quelli diretti ad Abbiategrasso. In alcuni casi i treni vengono limitati a Cascina Gobba.
Siccome la stazione esula dall'area urbana della metropolitana milanese, è pertanto soggetta alla tariffa extraurbana Mi3 di tutte le tipologie di biglietti e abbonamenti.

## Servizi
Le banchine a servizio dei binari sono collegate tra loro tramite il fabbricato viaggiatori e sono accessibili ai portatori di disabilità grazie a degli ascensori. L'area dedicata al traffico viaggiatori è dotata di un impianto di videosorveglianza. 
Davanti alla stazione è presente un parcheggio e un portabiciclette.
- Biglietteria a sportello, presso l'edicola
- Biglietteria automatica
- Servizi igienici
- Negozi (edicola)

## Interscambi
Nel parcheggio della stazione effettuano fermata gli autobus a chiamata di Vimodrone, gestiti da ATM, che servono anche Segrate.
- Fermata autobus a chiamata